# 哈查蒂拉山
13°52′34″S 70°45′49″W / 13.87611°S 70.76361°W

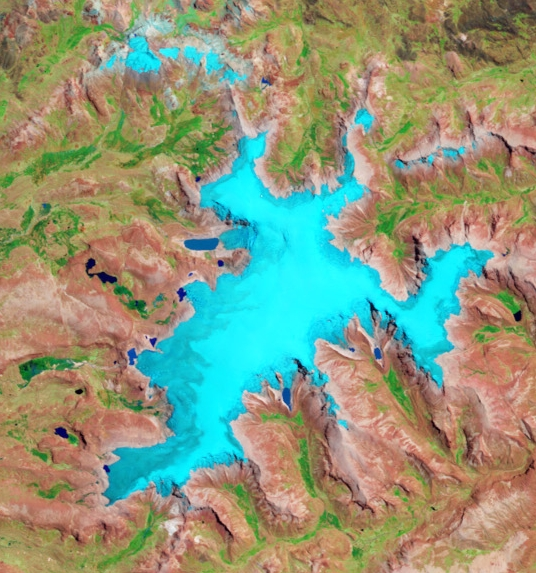

哈查蒂拉山（Jachatira），是秘魯的山峰，位於該國東南部普諾大區，由卡拉瓦亞省的科拉尼區負責管轄，屬於韋爾卡努塔山脈的一部分，海拔高度5,320米。